# Osmany Juantorena
Osmany Juantorena Portuondo est un joueur cubain, naturalisé italien en 2010, de volley-ball né le 12 août 1985 à Santiago de Cuba. Il mesure 2,00 m et joue réceptionneur-attaquant. Il totalise 75 sélections en équipe de Cuba et 15 en équipe d'Italie.

## Biographie
, il est suspendu deux ans pour dopage. Il ne reprit pas la compétition fin 2008 en raison du refus de la fédération cubaine de l'autoriser à jouer en Italie. Il s'est ensuivi une bataille juridique auprès de la FIVB. Le 24 août 2009, celle-ci a autorisé Osmany Juantorena à jouer pour Trente où il s'entraînait durant sa suspension.
En corollaire, cette décision le prive de tout espoir de jouer à nouveau pour l'équipe de Cuba.
Il a eu, avec sa femme Glenda, une fille prénommée Victoria, née le 3 mai 2013. Le 23 septembre 2018, il est père, pour la deuxième fois, d'une fille (Angelica).

## Clubs
| Club                              | De        | À         |
| --------------------------------- | --------- | --------- |
| Orientales de Santiago            | 1997-1998 | 2003-2004 |
| Oural Oufa                        | 2004-2005 | 2005-2006 |
| Inactif                           | 2006-2007 | 2008-2009 |
| Itas Diatec Trento                | 2009-2010 | 2012-2013 |
| Halkbank Ankara                   | 2013-2014 | 2014-2015 |
| Al Arabi S.C.                     | 2014-2015 | 2014-2015 |
| Associazione Sportiva Volley Lube | 2015-2016 | en cours  |

## Palmarès

### En sélection nationale
| Cuba - Jeux panaméricains - : 2003. - Ligue mondiale - : 2005. - Copa América - : 2005. - Championnat NORCECA - : 2003. - Championnat du monde U21 - : 2005. | Italie - Jeux olympiques - : 2016 (détails) - Coupe du monde - : 2015. - Championnat d'Europe - : 2015. |

### En club
| - Ligue des champions CEV (3) - Vainqueur : 2010, 2011, 2019. - Finaliste : 2014, 2018. - Troisième : 2012, 2016, 2017. - Mondial des clubs (5) - Vainqueur : 2009, 2010, 2011, 2012, 2019. - Finaliste : 2017, 2018. - Championnat d'Italie (4) - Vainqueur : 2011, 2013, 2017, 2019. - Finaliste : 2010, 2012, 2018. - Troisième : 2016. - Championnat de Turquie (1) - Vainqueur : 2014. - Finaliste : 2015. - Coupe d'Italie (6) - Vainqueur : 2010, 2012, 2013, 2017, 2020, 2021. - Finaliste : 2011, 2018, 2019. - Championnat d'Asie des clubs - Finaliste : 2015. | - Coupe de Turquie (2) - Vainqueur : 2014, 2015. - Supercoupe d'Italie (1) - Vainqueur : 2011. - Finaliste : 2010, 2012, 2017, 2020. - Troisième : 2016, 2018, 2019. - Ligue du Qatar - Finaliste : 2015. - Coupe de l'Émirat du Qatar (1) - Vainqueur : 2015. - Supercoupe de Turquie (2) - Vainqueur : 2013, 2014. - Supercoupe du Qatar (1) - Vainqueur : 2014. - Coupe du Qatar (1) - Vainqueur : 2015. |

### Distinctions individuelles
Juantorena a obtenu pas moins de 31 récompenses personnelles au cours de sa carrière :